# サックヴィル子爵
サックヴィル子爵（英: Viscount Sackville）は、かつて存在したイギリスの子爵位。政治家ジョージ・ジャーメインが1782年に叙されたが、1843年にドーセット公爵位とともに廃絶した。

## 歴史

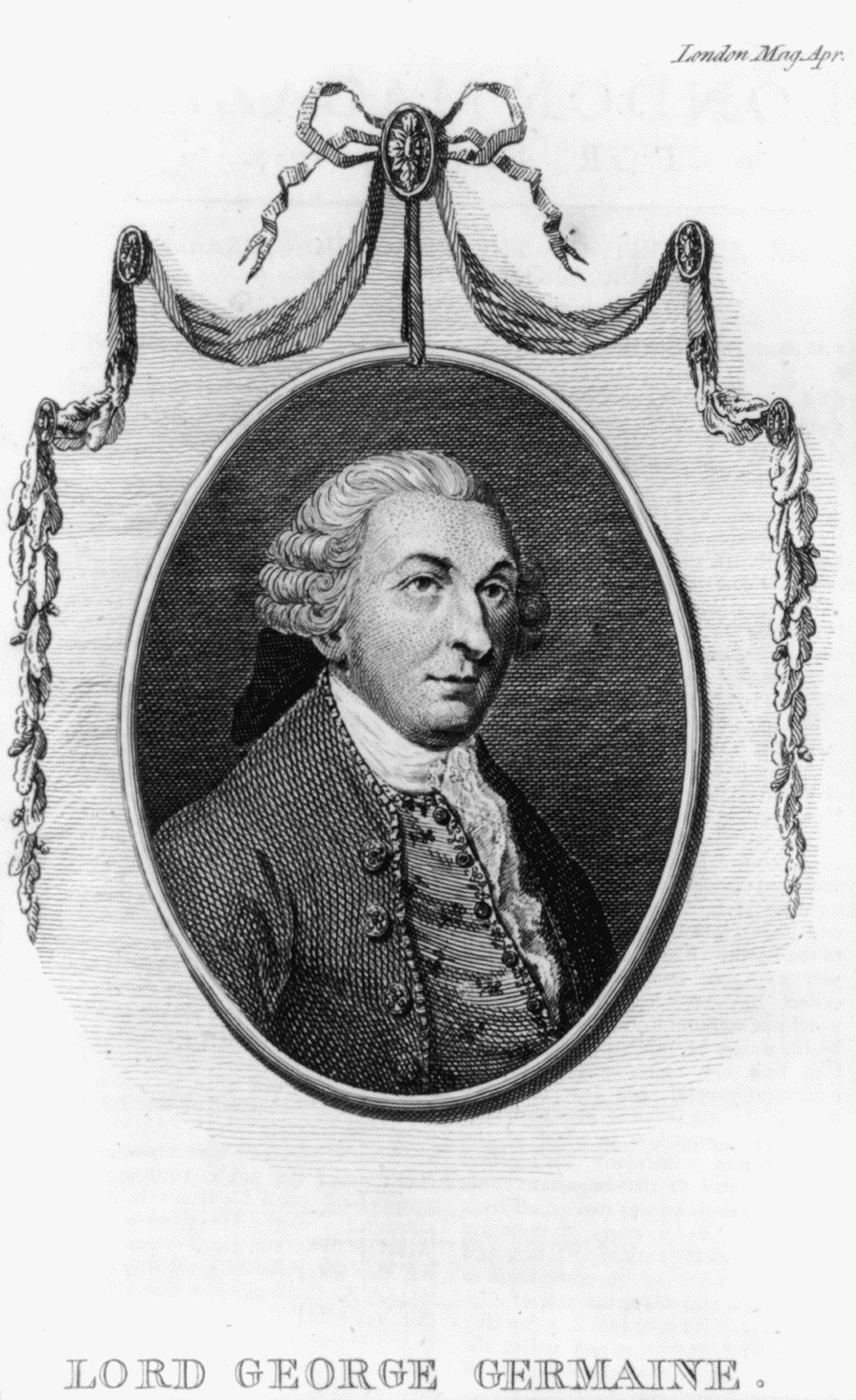
初代子爵ジョージ・ジャーメイン

初代ドーセット公爵ライオネル・サックヴィルの三男ジョージ・ジャーメイン(1716-1785)は、オーストリア継承戦争にも参加した軍人で、政界に転じたのちはアメリカ独立戦争時の植民地大臣を務めた。彼はノース内閣が下野したのちの1782年に、グレートブリテン貴族としてノーサンプトン州ドレイトンのサックヴィル子爵(Viscount Sackville, of Drayton in the County of Northampton)に叙された。この時に併せてサセックス州におけるボールブルック男爵(Baron Bolebrooke, in the County of Sussex)も授けられている。
1785年に初代子爵が亡くなると、息子チャールズが爵位を承継した。
2代子爵チャールズ(1767–1843)は1815年に本家筋であるサックヴィル家からドーセット公爵位とその従属爵位を継承したのち、枢密顧問官や主馬頭を歴任した。しかし、彼には男子がなかったため、ドーセット公爵やサックヴィル子爵を含むすべての爵位は廃絶した。
(→以前の歴史はドーセット公爵を参照。)

## サックヴィル子爵（1782年）
- 初代サックヴィル子爵ジョージ・ジャーメイン （1716–1785）
- 第2代サックヴィル子爵(第5代ドーセット公爵)チャールズ・サックヴィル・ジャーメイン （1767–1843）